# (4537) Valgrirasp
(4537) Valgrirasp es un asteroide perteneciente al cinturón de asteroides, descubierto el 2 de septiembre de 1987 por la astrónoma soviética Liudmila Chernyj desde el Observatorio Astrofísico de Crimea (República de Crimea), Rusia).

## Designación y nombre
Designado provisionalmente como  1987 RR3. Fue nombrado Valgrirasp en honor al escritor soviético Valentín Grigórievich Rasputin.